# Décimo Júnio Nóvio Prisco
Décimo Júnio Nóvio Prisco Rufo (em latim: Decimus Iunius Novius Priscus Rufus) foi um senador romano eleito cônsul em 78 com Lúcio Ceiônio Cômodo. Casado com Antônia Flacila, foi condenado ao desterro perpétuo por Nero depois da Conspiração Pisoniana (65) por causa de sua amizade com Sêneca. Durante o ano dos quatro imperadores (69), apoiou Vespasiano, que o recompensou com o consulado. Já durante o reinado de Tito, em 80, foi nomeado governador da Germânia Inferior.
Seu neto, Caio Nóvio Prisco, cônsul sufecto em 152.